# Beachhandball bei den South-American Beach Games
Beachhandball ist seit der ersten Austragung der South-American Beach Games (spanisch Juegos Suramericanos de Playa; portugiesisch Jogos Sul-Americanos de Praia) im Jahr 2009 Bestandteil dieser Multisport-Veranstaltung.

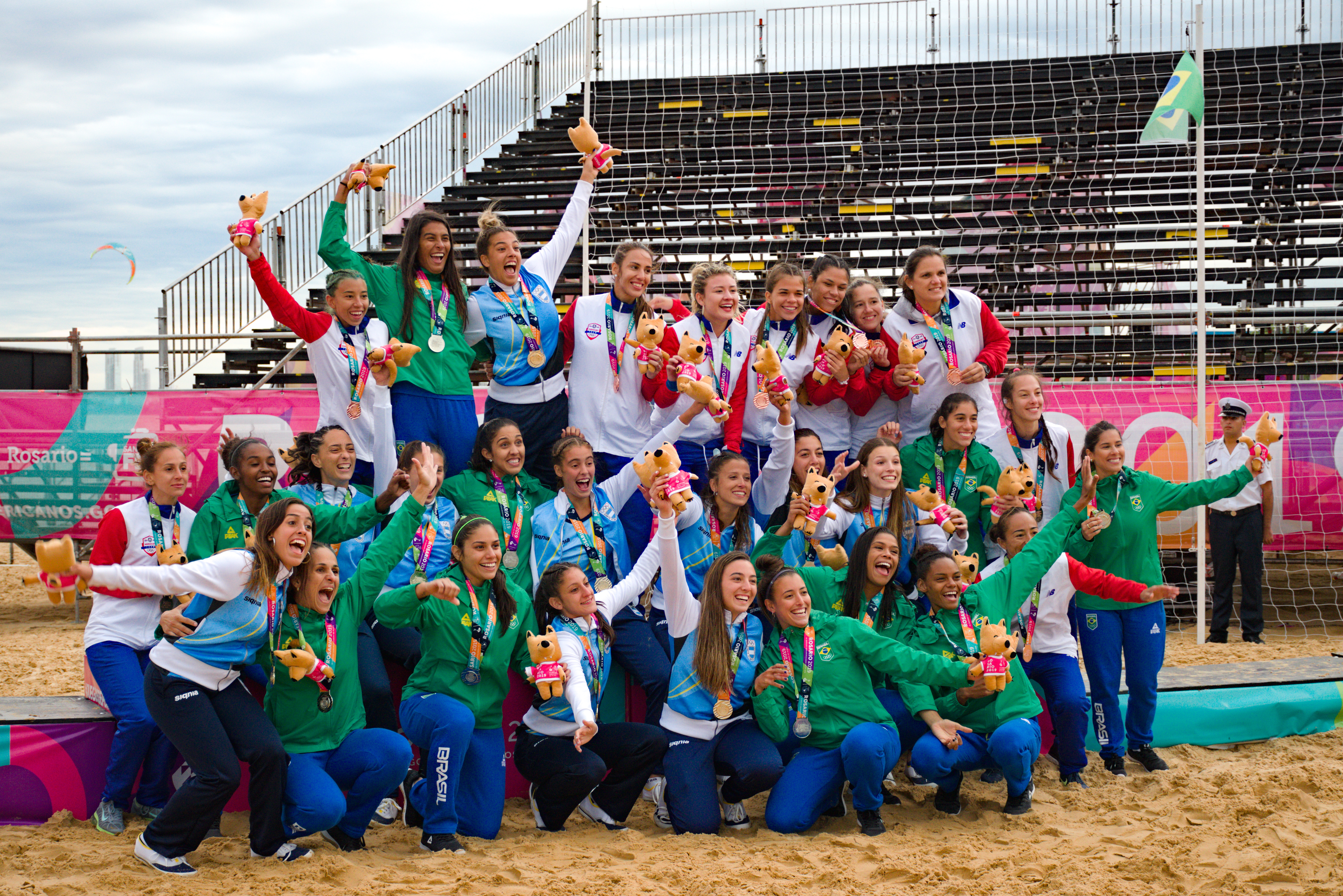
Die Medaillengewinnerinnen des Frauenturniers 2019

Bislang wurden die South-American Beach Games nicht ganz regelmäßig ausgetragen, die Abstände zwischen den einzelnen Veranstaltungen variieren zwischen zwei und fünf Jahren. Von Beginn an wurden Wettbewerbe für Männer und Frauen durchgeführt. Bei den Wettbewerben der Männer gibt es meist eine leicht höhere Zahl an teilnehmenden Mannschaften. Die Zahl der Mannschaften steigt kontinuierlich an, nur 2014 gab es in Vargas, Venezuela Aufgrund der Verschiebung um mehrere Monate einen deutlichen Rückgang bei der Zahl der Teilnehmer. Von den zehn großen der 14 an den South-American Beach Games teilnehmenden Mannschaften trat bislang einzig Bolivien noch nie im Beachhandball an. Alle neun anderen Länder waren schon bei beiden Geschlechtern am Start, 2019 und 2023 bei den Männern sogar alle neun bei einer Austragung.

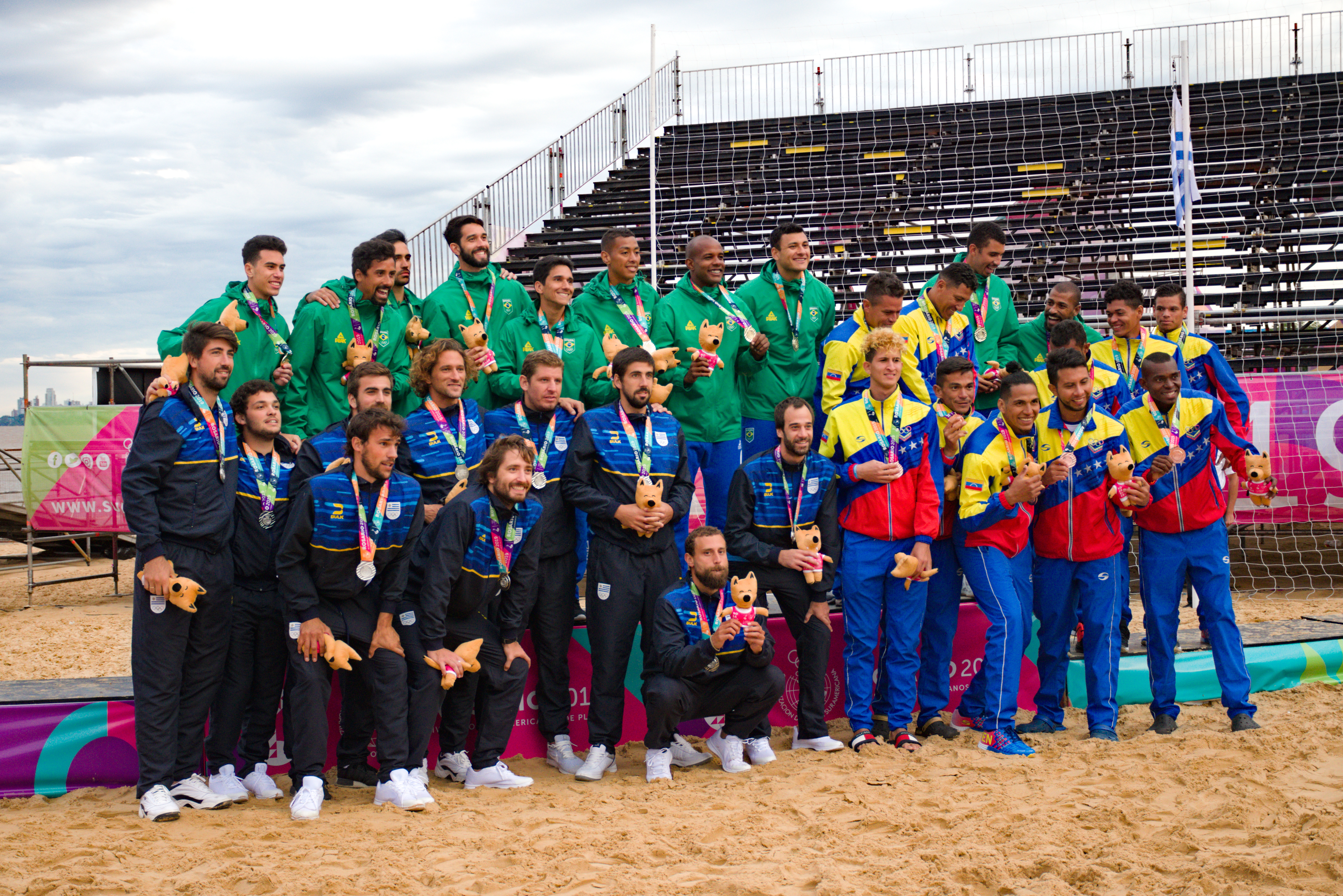
Die Medaillengewinner des Männerturniers 2019

Die Wettbewerbe der Frauen wurden zunächst wie auch die Wettkämpfe bei den Pan-amerikanischen Meisterschaften von den Brasilianerinnen dominiert, die die beiden ersten Titel gewinnen konnten, in Vargas waren sie 2014 nicht am Start. Dort konnten die Gastgeberinnen wie auch die Männermannschaft den Titel erringen. Nach fünf Jahren Unterbrechung gelang es nach längerer Aufbauarbeit der Mannschaft der Argentinierinnen erstmals, Brasilien bei einem Meisterschaftsturnier zu besiegen. Schon zuvor hatten die Argentinierinnen als einzige Mannschaft immer eine Medaille gewonnen und waren nun die einzige Mannschaft der South-American Beach Games überhaupt, die im Beach-Handball einen kompletten Medaillensatz gewinnen konnten. Ebenfalls immer unter den besten vier, abgesehen von 2009 immer als Gewinnerinnen der Bronzemedaillen, platzierten sich bis 2019 die Paraguayerinnen. 2023 konnten die Brasilianerinnen wieder die Führungsrolle auf dem Kontinent übernehmen, Argentinien erreichte einmal mehr das Finale. Paraguay verpasste allerdings erstmals das Halbfinale, ist neben Argentinien aber das einzige Land, das bei allen fünf Austragungen an den Start ging.
Bei den Männern dominieren klar die Brasilianer, die auch als beste Mannschaft der Welt gelten und so sie denn an den Start gingen alle Pan-amerikanischen und Süd- und Mittelamerikanischen Titel gewinnen konnten. Mit drei Vizemeisterschaften folgen dahinter die Männer aus Uruguay. Die günstige Gelegenheit der Nichtteilnahme der Brasilianer 2014 nutzten die Gastgeber aus Kolumbien aus, die zudem zweimal Dritte waren. Auch Argentinien konnte schon Silber und Bronze gewinnen. 2023 verpasste Brasilien erstmals aufgrund einer schwachen Vorrunde die Halbfinals. Dieses Mal nutzte die Mannschaft aus Uruguay die Gelegenheit und gewannen erstmals einen internationalen Titel. Uruguay gewann damit als einzige Mannschaft bei allen Teilnahmen eine Medaille, Venezuela erreichte immer das Halbfinale. Doch nur Argentinien und das bislang Medaillenlose Ecuador nahm an allen fünf Wettbewerben teil.

## Frauen
| 2009 Details | Montevideo, Uruguay    | Brasilien   | 2:0 | Uruguay     | Argentinien | 2:0 | Paraguay  |
| 2011 Details | Manta, Ecuador         | Brasilien   | 2:0 | Argentinien | Paraguay    | 2:0 | Uruguay   |
| 2014 Details | Vargas, Venezuela      | Venezuela   | 2:1 | Argentinien | Paraguay    | 2:0 | Ecuador   |
| 2019 Details | Rosario, Argentinien   | Argentinien | 2:1 | Brasilien   | Paraguay    | 2:0 | Venezuela |
| 2023 Details | Santa Marta, Kolumbien | Brasilien   | 2:1 | Argentinien | Uruguay     | 2:1 | Venezuela |

### Platzierungen der weiblichen Nationalmannschaften
| Nation         | 2009 | 2011 | 2014 | 2019 | 2023 |
| -------------- | ---- | ---- | ---- | ---- | ---- |
| Argentinien    | 3    | 2    | 2    | 1    | 2    |
| Brasilien      | 1    | 1    | –    | 2    | 1    |
| Chile          | –    | –    | –    | 5    | 6    |
| Ecuador        | –    | 6    | 4    | –    | –    |
| Kolumbien      | –    | 7    | –    | 6    | 7    |
| Paraguay       | 4    | 3    | 3    | 3    | 5    |
| Peru           | –    | –    | –    | 7    | –    |
| Uruguay        | 2    | 4    | –    | –    | 3    |
| Venezuela      | –    | 5    | 1    | 4    | 4    |
| Teilnehmerzahl | 4    | 7    | 4    | 7    | 7    |

| Legende | Legende | Legende | Legende                                                           |
| ------- | ------- | ------- | ----------------------------------------------------------------- |
| 1       | 2       | 3       | Podest-Platzierungen                                              |
| 4       | 4       | 4       | Halbfinalisten (wenn Halbfinals ausgespielt)                      |
| X       | X       | X       | Mannschaft zunächst gemeldet, aber nicht angetreten/zurückgezogen |

## Männer
| 2009 Details | Montevideo, Uruguay    | Brasilien | 2:0 | Uruguay     | Chile       | 2:0 | Ecuador   |
| 2011 Details | Manta, Ecuador         | Brasilien | 2:0 | Argentinien | Venezuela   | 2:1 | Ecuador   |
| 2014 Details | Vargas, Venezuela      | Venezuela | 2:0 | Uruguay     | Argentinien | 2:0 | Ecuador   |
| 2019 Details | Rosario, Argentinien   | Brasilien | 2:1 | Uruguay     | Venezuela   | 2:0 | Chile     |
| 2023 Details | Santa Marta, Kolumbien | Uruguay   | 2:0 | Argentinien | Chile       | 2:0 | Venezuela |

### Platzierungen der männlichen Nationalmannschaften
| Nation         | 2009 | 2011 | 2014 | 2019 | 2023 |
| -------------- | ---- | ---- | ---- | ---- | ---- |
| Argentinien    | 5    | 2    | 3    | 5    | 2    |
| Brasilien      | 1    | 1    | –    | 1    | 5    |
| Chile          | 3    | 5    | –    | 4    | 3    |
| Ecuador        | 4    | 4    | 4    | 6    | 7    |
| Kolumbien      | –    | 7    | –    | 9    | 8    |
| Paraguay       | 6    | 6    | –    | 7    | 6    |
| Peru           | –    | 8    | –    | 8    | 9    |
| Uruguay        | 2    | –    | 2    | 2    | 1    |
| Venezuela      | –    | 3    | 1    | 3    | 4    |
| Teilnehmerzahl | 6    | 8    | 4    | 9    | 9    |

| Legende | Legende | Legende | Legende                                                           |
| ------- | ------- | ------- | ----------------------------------------------------------------- |
| 1       | 2       | 3       | Podest-Platzierungen                                              |
| 4       | 4       | 4       | Halbfinalisten (wenn Halbfinals ausgespielt)                      |
| X       | X       | X       | Mannschaft zunächst gemeldet, aber nicht angetreten/zurückgezogen |

## Ranglisten
| 01 | Brasilien   | 3 | 1 | – | 4 | 3 | – | – | 3 | 6 | 1 | – | 7 |
| 02 | Venezuela   | 1 | – | – | 1 | 1 | – | 2 | 3 | 2 | – | 2 | 4 |
| 03 | Argentinien | 1 | 3 | 1 | 5 | – | 2 | 1 | 3 | 1 | 5 | 2 | 7 |
| 04 | Uruguay     | – | 1 | 1 | 2 | 1 | 3 | – | 4 | 1 | 4 | 1 | 6 |
| 05 | Paraguay    | – | – | 3 | 3 | – | – | – | – | – | – | 3 | 3 |
| 06 | Chile       | – | – | – | – | – | – | 2 | 2 | – | – | 2 | 2 |